# 3i
3i Group plc (LSE: III) es una compañía multinacional de capital de inversión (private equity) y capital riesgo con sede en Londres, Reino Unido. Tiene oficinas en 12 países a lo largo de Asia, Europa y Norteamérica y gestiona activos por valor de £9.300 millones a 30 de septiembre de 2010. Tiene tres divisiones de inversión: Private Equity, Infraestructuras y Gestión de Deuda.
Está listada en la bolsa de Londres y es constituyente del índice FTSE 100.

## Historia
La compañía fue fundada en 1945, como Corporación Financiera Industrial y Comercial (Industrial and Commercial Finance Corporation, ICFC), por el Banco de Inglaterra y los mayores bancos británicos para proporcionar fondos de inversión a largo plazo para pequeñas y medianas empresas. Su fundación fue inspirada por el gobierno, tras el estudio de la década de 1930, dando nuevo ímpetu al periodo de posguerra, en que se observó la dificultad de las pequeñas empresas en obtener financiación debido a que los bancos no estaban dispuestos a proporcionar financiación a largo plazo y las compañías eran demasiado pequeñas para obtener financiación de los mercados públicos.
Durante las décadas de 1950 y  1960, y particularmente después de 1959 cuando los bancos accionistas permitieron obtener financiación externa, ICPC se expandió hasta convertirse en el mayor proveedor de capital de crecimiento de compañías no cotizadas en bolsa en el Reino Unido. En 1973 ICPC adquirió Finance Corporation for Industry (Corporación Financiera para la Industria), una compañía de características similares también formada en 1945 que estaba especializada en financiación para grandes empresas, y fue renombrada como Finance for Industry (FFI). En la década de 1980 FFI se convirtió en uno de los principales proveedores financieros para la adquisición de empresas, y se expandió internacionalmente. En 1983 la compañía fue renombrada como Investors in Industry, comúnmente conocida como 3i.
3i Group fue creado en 1987 cuando los bancos se desprendieron de su participación accionarial para formar una compañía de responsabilidad limitada (public limited company). En 1994 la compañía empezó a cotizar en la bolsa de Londres con una capitalización de mercado de £1.500 millones. Hasta ese momento la compañía solo había gestionado su propia cartera de inversiones, pero en 1994 empezó a manejar fondos de inversores externos. Desde entonces la compañía ha continuado su expansión internacional, realizando un número de adquisiciones en Europa, Asia y EE. UU.

## Operaciones
La compañía invierte en adquisiciones de empresas de tamaño mediano, capital de riesgo (minoritariamente) e infraestructuras. Los sectores en los que participa son: servicios a empresas, consumo, servicios financieros, industria en general, salud, telecomunicaciones y medios de comunicación, energía.
Michael Queen tiene un salario anual de £475.000 por su rol de Director Ejecutivo.

### Inversiones notables en la actualidad
Inversiones en la actualidad incluyen:
- Agent Provocateur: en noviembre de 2007 3i adquirió la línea de negocio de lencería.[7]
- Bestinvest: en julio de 2007 3i adquirió la asesoría financiera independiente y empresa de gestión de activos.[8]
- Fairline Boats: en junio de 2005 3i adquirió una participación en el constructor de yates.[9]
- Foster and Partners: 3i adquirió un participación minoritaria en esta empresa de arquitectura en mayo de 2007.[10]
- NCP: esta inversión fue adquirida en julio de 2005 de Cinven. Desde entonces 3i se ha desprendido de parte de este negocio.[11]
- Scandlines: 3i conjuntamente con Allianz Capital Partners comparten una participación igualitaria de Scandlines desde noviembre de 2010.[12]
- Stork Materials Testing: en noviembre de 2010, 3i anunció la adquisición del grupo de testeo de materiales de Stork B.V.[13]